# Bernalda
Bernalda – miejscowość i gmina we Włoszech, w regionie Basilicata, w prowincji Matera. Według danych z 31 grudnia 2016 gminę zamieszkiwało 12 445 osób.

## Miasta partnerskie
- L’Aquila, Włochy
- Siena, Włochy
- Massa Marittima, Włochy
- Mirabella Eclano, Włochy